# 会同村
会同村是位于中国广东省珠海市香洲区唐家湾镇的明代末期村落，2006年6月6日，列入首批香洲区文物保护单位。